# Monasterio de Tsitsernavank
El Monasterio de Tsitsernavank (en armenio: Ծիծեռնավանք; en azerí: Ağoğlan monastırı) es un monasterio de iglesia apostólica armenia, localizado en el raión de Lachín, Azerbaiyán. El monasterio se encuentra a cinco kilómetros de la frontera de la provincia de armenia de Syunik.
Históricamente, se encuentra en Aghahechk , uno de los 12 cantones de la provincia armenia histórica y principado de Syunik . En el siglo XV Aghahechk se había dividido en dos distritos: la mitad norte se llamaba Khozhoraberd; la mitad sur , que contiene Tzitzernavank, fue llamada Kashatagh.
Se cree que la basílica de Tzitzernavank puede contener reliquias de San Jorge de Capadocia. En el pasado, el monasterio pertenecía a la diócesis de Tatev y se menciona como centro religioso notable por el historiador del siglo XIII Stepanos Orbelian y el obispo Tovma Vanandetsi (1655).